# واکنش جپ–کلینگمان
واکنش یاپ–کلینگمان (انگلیسی: Japp–Klingemann reaction) واکنشی شیمیایی است که جهت سنتز هیدرازون ها به کار می رود. در این واکنش یک بتا-کتو-اسید (یا بتا-کتو-استر) با یک نمک آریل دی‌آزونیوم واکنش داده و تولید یک هیدرازون می کند. این واکنش به افتخار دو شیمیدان به نام های  فرانسیس رابرت یاپ و Felix Klingemann نامگذاری شده است.